# Eigil Petersen
Eigil Thorsten Osvald Petersen (14. juli 1875 i Klaksvík – 14. januar 1917 i København) var en dansk bladtegner.
Eigil Petersen blev født i Klaksvík på Færøerne hvor faderen var distriktslæge. Han voksede op i Thy, og fra sit 16. år gik han i skole i Kolding, hvor rektoren Sigurd Müller opdagede hans tegnetalent og var medvirkende årsag til at han blev optaget på Kunstakademiet i København. Men man fandt der ud af at Eigil Petersen var farveblind, og han fik derfor ikke meget ud af malerundervisningen. Desuden faldt han ikke ind i miljøet og opgav derfor billedhuggerretningen.
En kort periode var han arbejdsmand på Flydedokken, en periode han selv beskrev således: "næst efter min 16 Maaneders Soldatertjeneste ved jeg ikke af, at jeg har tilbragt lykkeligere tid...". Han fik her blandt arbejdere og andre personligheder i byens underklasse en rig inspirationskilde, som han ofte senere anvendte i sine bladtegninger.
I mellemtiden havde han fået enkelte tegninger optaget i vittighedsbladet Klods-Hans, og blev snart løselige knyttet til forskellige blade, bl.a. Middagsposten, Verdensspejlet og Ekstrabladet.
Hans gennembrud kom ved sin stilling som tegner til Verdensspejlet, hvor han udførte karikaturer under titlen "Dagens Mand". Her karikerede han byens kendte personligheder, bl.a. Johannes V. Jensen, Thorvald Bindesbøll og yndlingsofferet forfatteren Carl Ewald.
Efterfølgende blev han ansat ved Ekstrabladet, hvor han tegnede "Dagens Tegning" (hver anden dag af Axel Nygaard), med en vittig tekst af redaktøren Frejlif Olsen, samt den kunstnerisk fuldendte serie "Mennesker", også med tekst af Frejlif Olsen. Et udvalg af disse blev udgivet i bogen Mennesker, som udkom i 1907.
Han følte selv bestandig at han spildte sit talent som bladtegner, og ønskede til det sidste at slå igennem som "rigtig" kunstner. Kort før sin død ytrede han ønske om at uddanne sig til billedhugger og helt opgive tegneriet.
Eigil Petersen befandt sig altid bedst sammen med de nedre lag i samfundet, og det tog også på helbredet. Han led af tuberkulose, og hans selvmedicinering med alkohol tærede kun på kræfterne. Han døde som 42-årig i København og er begravet på Vestre Kirkegård.